# روبين سييرا
روبين سييرا (بالإنجليزية: Rubén Sierra)‏ هو لاعب كرة قاعدة أمريكي، ولد في 6 أكتوبر 1965 في ريو بيدراس ‏ في بورتوريكو.

## وصلات خارجية
- روبين سييرا على موقعبيزبول رفرنس.كوم (الدوري الرئيسي) (الإنجليزية)
- روبين سييرا على موقعبيزبول رفرنس.كوم (الدوري الثانوي) (الإنجليزية)
- روبين سييرا على موقع مشجعي الرسوم البيانية (الإنجليزية)
- روبين سييرا على موقع إن إن دي بي (الإنجليزية)